# لئونید پاسچنیک
لئونید ایوانوویچ پاسچنیک (روسی: Леони́д Ива́нович Па́сечник، اوکراینی: Леонід Іванович Пасічник ; زاده ۱۵ مارس ۱۹۷۰) رئیس جمهوری خلق لوهانسک است. او قبلاً به عنوان Minister of State Security of the Luhansk People’s Republic از سال ۲۰۱۴ تا ۲۰۱۷ خدمت کرده‌است

## پیش‌زمینه
در مارس ۲۰۰۷، سرهنگ پاسچنیک از رئیس‌جمهور اوکراین، ویکتور یوشچنکو، مدالی برای خدمت نظامی به اوکراین دریافت کرد.
در سال ۲۰۱۴ او در کنار ستیزه‌جویان طرفدار روسیه قرار گرفت و در ۹ اکتبر ۲۰۱۴ وزیر امنیت دولتی برای ایالت خودخوانده جمهوری خلق لوهانسک (LPR) شد.
در ۶ دسامبر ۲۰۲۱، پاسچنیک به عضویت حزب حاکم روسیه یکپارچه روسیه درآمد. دیمیتری مدودف، رئیس اتحادیه روسیه، شخصاً رای حزب خود را در جریان کنگره سالانه حزب در مسکو به او تحویل داد.